# Абу Ауда
Абу Ауда (араб. أبو, іноді також Абу 'Авда) — це висота в південно-західній частині сектора Газа (Палестинська автономія) на висоті 105 м над рівнем моря. Розташована недалеко від міжнародного аеропорту Ясіра Арафата в провінції Рафа. Це найвища точка в секторі Газа.